# Glenea afghana
Glenea afghana é uma espécie de besouro da família Cerambycidae. Foi descrito por Stephan von Breuning em 1971.